# 브이 특공대
《브이 특공대》(Da Dunkerque Alla Vittoria, From Hell To Victory)는 프랑스에서 제작된 움베르토 렌지 감독의 1979년 전쟁 영화이다. 조지 퍼파드 등이 주연으로 출연하였다. 개봉명은 파비안느이다.

## 출연

### 주연
- 조지 퍼파드
- 조지 해밀턴

### 조연
- 호르스트 부흐홀츠
- 장 피에르 카셀
- 캐푸시느
- 샘 워너메이커